# Sträublingshof
Sträublingshof ist ein Gemeindeteil des oberfränkischen Marktes Ebensfeld im Landkreis Lichtenfels.

## Geographie
Etwa fünf Kilometer östlich von Ebensfeld liegt auf den Höhen des fränkischen Juras der Weiler Sträublingshof. In rund 1,5 Kilometer Entfernung befindet sich westlich der Ansberg mit der katholischen Filial- und Wallfahrtskirche St. Veit. Eine Gemeindeverbindungsstraße von Prächting nach Loffeld führt durch den Ort.

## Geschichte
Die erste Nennung war 1400 im Lehenbuch. Der Bamberger Bürgermeister Johannes Hasfurter hatte unter anderem ein Gut zu „Streippling“ vom Bamberger Bischof zu Lehen. 1403 war unter den bischöflichen Steuereinnahmen der Ort „Strewpling“ verzeichnet. 1508 gab es einen Karteneintrag mit dem Ortsnamen „Streubling“. Der Ortsnamen dürfte auf einen Personennamen zurückgehen.
1801 bestand der Ort „Sträubling“ aus einem Hof mit zwei Häusern, Stadeln, einem Schafhaus und Nebengebäuden. Die hohe und niedere Gerichtsbarkeit besaß das Amt des Bamberger Hochstifts in Lichtenfels. Die Siedlung war nach Ebensfeld eingepfarrt.
1862 wurde der Weiler in das neu geschaffene bayerische Bezirksamt Staffelstein eingegliedert. Er führte ab 1864 den heutigen Ortsnamen und war ein Gemeindeteil der Landgemeinde Dittersbrunn, die zum Landgericht Staffelstein gehörte.
1871 hatte Sträublingshof 32 Einwohner, die alle katholisch waren, und 19 Gebäude. Die katholische Schule befand sich im 3,0 Kilometer entfernten Prächting und die Kirche im 5,5 Kilometer entfernten Ebensfeld. 1900 umfassten die beiden Orte der Landgemeinde Dittersbrunn eine Fläche von 310,85 Hektar, 144 Einwohner, die alle Katholiken waren, und 29 Wohngebäude. 30 Personen lebten in Sträublingshof in 4 Wohngebäuden und 1925 26 Personen in 4 Wohngebäuden. Der Ort war inzwischen nach Prächting eingepfarrt. 1950 hatte Sträublingshof 29 Einwohner sowie 4 Wohngebäude und war der evangelischen Pfarrei in Staffelstein zugeordnet. Im Jahr 1970 zählte der Weiler 27, 1987 13 Einwohner sowie 5 Wohnhäuser mit 5 Wohnungen.
Am 1. Juli 1972 wurde der Landkreis Staffelstein aufgelöst. Sträublingshof kam mit Dittersbrunn zum Landkreis Lichtenfels. Am 1. Januar 1978 folgte die Eingliederung der Gemeinde Dittersbrunn mit dem Gemeindeteil Sträublingshof nach Ebensfeld.

## Sehenswürdigkeiten

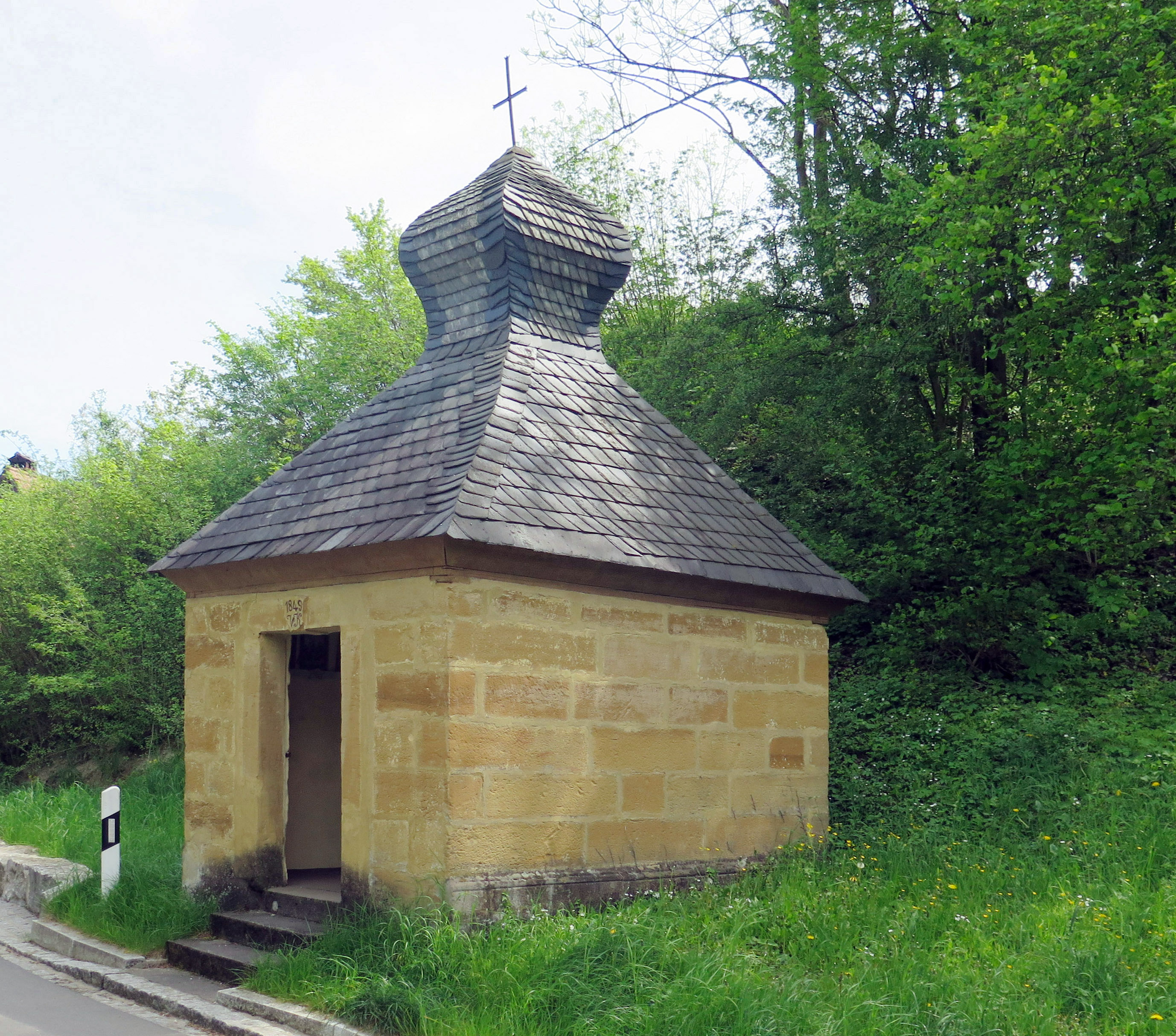
Wegkapelle

Neben einer Wegkapelle, einem kleinen Sandsteinquaderbau mit vierseitiger Haube aus dem Jahr 1849, sind für Sträublingshof in der Bayerischen Denkmalliste drei weitere Baudenkmäler aufgeführt.